# Miresa melanosticta
Miresa melanosticta is een vlinder uit de familie van de slakrupsvlinders (Limacodidae). De wetenschappelijke naam van de soort is voor het eerst geldig gepubliceerd in 1909 door Bethune- Baker.